# Sisymbriopsis
Sisymbriopsis là chi thực vật có hoa trong họ Cải.